# Johannes-Jörg Riegler
Johannes-Jörg Riegler (* 16. Juni 1964 in Werneck, Landkreis Schweinfurt) ist ein deutscher Bankmanager und von April 2014 bis Februar 2019 Vorsitzender des Vorstandes der BayernLB.

## Leben
Riegler wuchs in Schweinfurt auf und absolvierte mit 17 Jahren ein Praktikum bei der dortigen Kreissparkasse. Nach dem Abitur studierte er Rechtswissenschaften an der Julius-Maximilians-Universität in Würzburg und begann seine berufliche Laufbahn bei Kanzleien in Deutschland und den USA. Im Jahr 1993 wechselte Riegler zur Deutschen Bank, wo er über einen Zeitraum von zehn Jahren verschiedene Fach- und Führungsaufgaben im In- und Ausland ausübte, zuletzt als Global Head des Telecom Portfolios und Chief Project Officer für das Risikomanagement Europa. Seine Promotion mit der Dissertation Zur Bedeutung der Grundrechte und Staatszielbestimmungen in den Verfassungen der neuen Länder 1997 in Würzburg absolvierte er in dieser Zeit berufsbegleitend, ebenso wie den Master of Business Administration (MBA) in London und den Lehrgang zum Fachanwalt für Insolvenzrecht. Im Jahr 2003 übernahm Riegler die Position des Chief Risk Officer (CRO) bei der Westfalenbank (HVB-Gruppe), in deren Vorstand er im Folgejahr eintrat.
2005 wurde Riegler ebenfalls als CRO in den Vorstand der Nord/LB in Hannover berufen, in dem er unter anderem auch das Relationship Management im Sparkassenverbundgeschäft verantwortete. Vom 1. Januar 2013 bis zu seinem Wechsel zur BayernLB war Riegler bei der Nord/LB zudem stellvertretender Vorstandsvorsitzender. Am 1. März 2014 wechselte er in den Vorstand der BayernLB und übernahm zum 1. April 2014 den Vorstandsvorsitz als Nachfolger von Gerd Häusler. Der Vertrag läuft zunächst bis zum Jahr 2019.
Im Dezember 2018 wurde bekannt, dass Riegler nach Ablauf seines Vertrages die BayernLB im Februar 2019 verlassen werde.
Riegler ist seit 2014 außerdem Aufsichtsratsvorsitzender der DKB AG mit Sitz in Berlin. Im Januar 2014 wurde er zum Honorarprofessor an der Leuphana Universität Lüneburg bestellt. Er war zudem von November 2016 bis Mitte 2019 Präsident des Bundesverbands Öffentlicher Banken Deutschlands (VÖB) in Berlin.
Riegler ist verheiratet und hat drei Kinder.